# Sonata per violino e basso continuo RV 829
La Sonata per violino e basso continuo RV 829 è una composizione di Antonio Vivaldi scoperta dal violinista e musicologo spagnolo Francisco Javier Lupiáñez Ruiz con Fabrizio Ammetto nel 2023.

## Caratteristiche
La composizione adespota, autenticata dal comitato scientifico dell'Istituto Italiano Antonio Vivaldi, è presente in un'antologia di 13 Suonate per Camera / à violino è violoncello / De' diversi Autori conservata presso la Biblioteca nazionale austriaca di Vienna (A-Wn, E.M.55/1-13). Escludendo la sonata vivaldiana il manoscritto contiene le 12 Sonate per camera a violino è violoncello di vari autori stampate a Bologna da Carlo Antonio Buffagnotti nel 1695 (musiche di Giuseppe Antonio Vincenzo Aldrovandini, Domenico Marcheselli, Giuseppe Torelli, Carlo Andrea Mazzolini, Antonio Maria Grimandini, Giuseppe Maria Jacchini, Bartolomeo Girolamo Laurenti, Giacomo Antonio Perti, Bartolomeo Bernardi e Carlo Filippo Belisi). Il primo movimento ha concordanze tematiche con il Concerto per violino RV 335 mentre l'ultimo con la Sonata a tre RV 11.

## Esecuzioni
Una registrazione in studio dell'Ensemble Scaramuccia è stata radiodiffusa in anteprima mondiale il 25 gennaio 2024 su Radio Clásica (RTVE) mentre la sua prima esecuzione in tempi moderni è stata proposta dal violinista Federico Guglielmo con La Fenice presso la Basilica Palladiana di Vicenza il 27 gennaio 2024.

## Discografia
- Antonio Vivaldi, Violin Sonata RV 829, Ensemble Scaramuccia, Snakewood, 2024.